# Frontons du Parthénon
Les frontons du Parthénon sont deux ensembles de statues (autour d'une cinquantaine) en marbre du Pentélique originellement situés sur les façades est et ouest du Parthénon, sur l'acropole d'Athènes. S'ils ont été réalisés par plusieurs artistes, dont Agoracritos, le maître d'œuvre fut certainement Phidias.
Grâce à Pausanias, les thèmes de ces frontons sont connus : à l'est, la naissance d'Athéna et à l'ouest la querelle entre celle-ci et Poséïdon pour devenir la divinité tutélaire d'Athènes.
Les frontons ont été très abîmés par le temps et les conflits militaires. Considérées comme l'archétype de la sculpture classique, voire comme l'incarnation du Beau idéal, les statues ont été enlevées du bâtiment par les agents de Lord Elgin au début du XIXe siècle et transportées au British Museum à Londres. Quelques statues et de nombreux fragments sont conservés au musée de l'Acropole d'Athènes.

## Parthénon

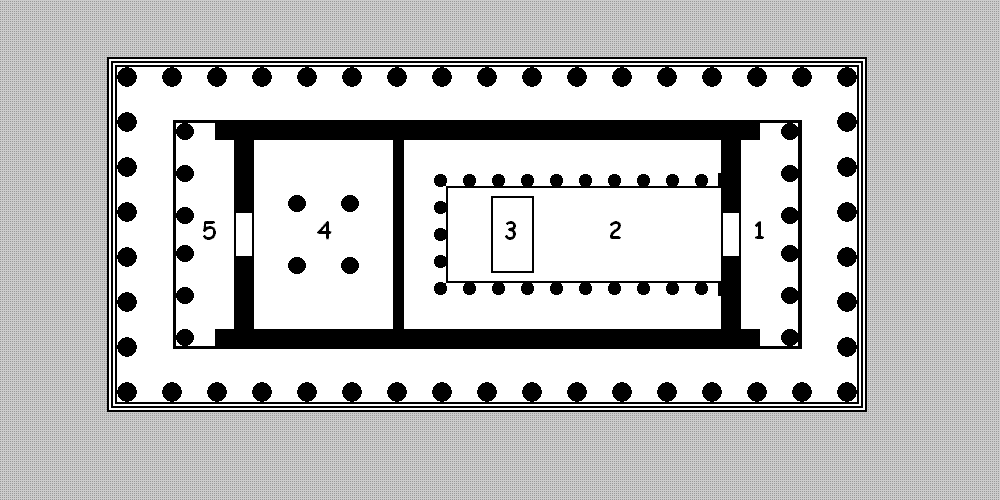
Plan du Parthénon :
1) pronaos (côté est) ;
2) naos hécatompédos (côté est) ;
3) statue chryséléphantine d'Athéna Parthénos ;
4) Parthénon (salle des vierges, trésor) (côté ouest) ;
5) opisthodome (côté ouest).

En 480 av. J.-C., les Perses saccagèrent l'acropole d'Athènes dont un « pré-Parthénon » alors en construction,,. Après leurs victoires de Salamine et Platées, les Athéniens auraient juré de ne pas achever les temples détruits mais de les laisser tels quels, en souvenir de la « barbarie » perse,.
La puissance d'Athènes grandit ensuite peu à peu, principalement au sein de la Ligue de Délos qu'elle contrôlait de façon de plus en plus hégémonique. D'ailleurs, en 454 av. J.-C., le trésor de la ligue fut transféré de Délos à Athènes. Un vaste programme de constructions fut alors lancé, financé par ce trésor ; parmi celles-ci, le Parthénon,. Ce bâtiment nouveau n'était pas prévu pour devenir un temple, mais un trésor destiné à accueillir la colossale statue chryséléphantine d'Athéna Parthénos.
Le Parthénon fut érigé entre 447 et 438 av. J.-C. Le « pré-Parthénon » (peu connu) était hexastyle. Son successeur, plus grand, fut octostyle (huit colonnes en façade et dix-sept sur les côtés du péristyle) et mesurait 30,88 mètres de large pour 69,50 mètres de long. Le sékos (partie fermée entourée du péristyle) en lui-même avait une largeur de 19 mètres. Ainsi, deux grandes salles purent être créées : l'une, à l'est, pour accueillir la statue d'une douzaine de mètres de haut ; l'autre, à l'ouest, pour abriter le trésor de la Ligue de Délos,. Le chantier fut confié à Ictinos, Callicratès et Phidias. Le projet de décor était à la fois traditionnel dans sa forme (frontons et métopes) et inédit dans son ampleur. Les frontons furent plus grands et plus complexes que ce qui avait été fait jusque-là. Le nombre de métopes (92), toutes sculptées, était sans précédent, et ne fut jamais renouvelé. Enfin, alors que le temple était d'ordre dorique, le décor autour du sékos (normalement composé de métopes et triglyphes) fut remplacé par une frise d'ordre ionique,.

## Réalisation

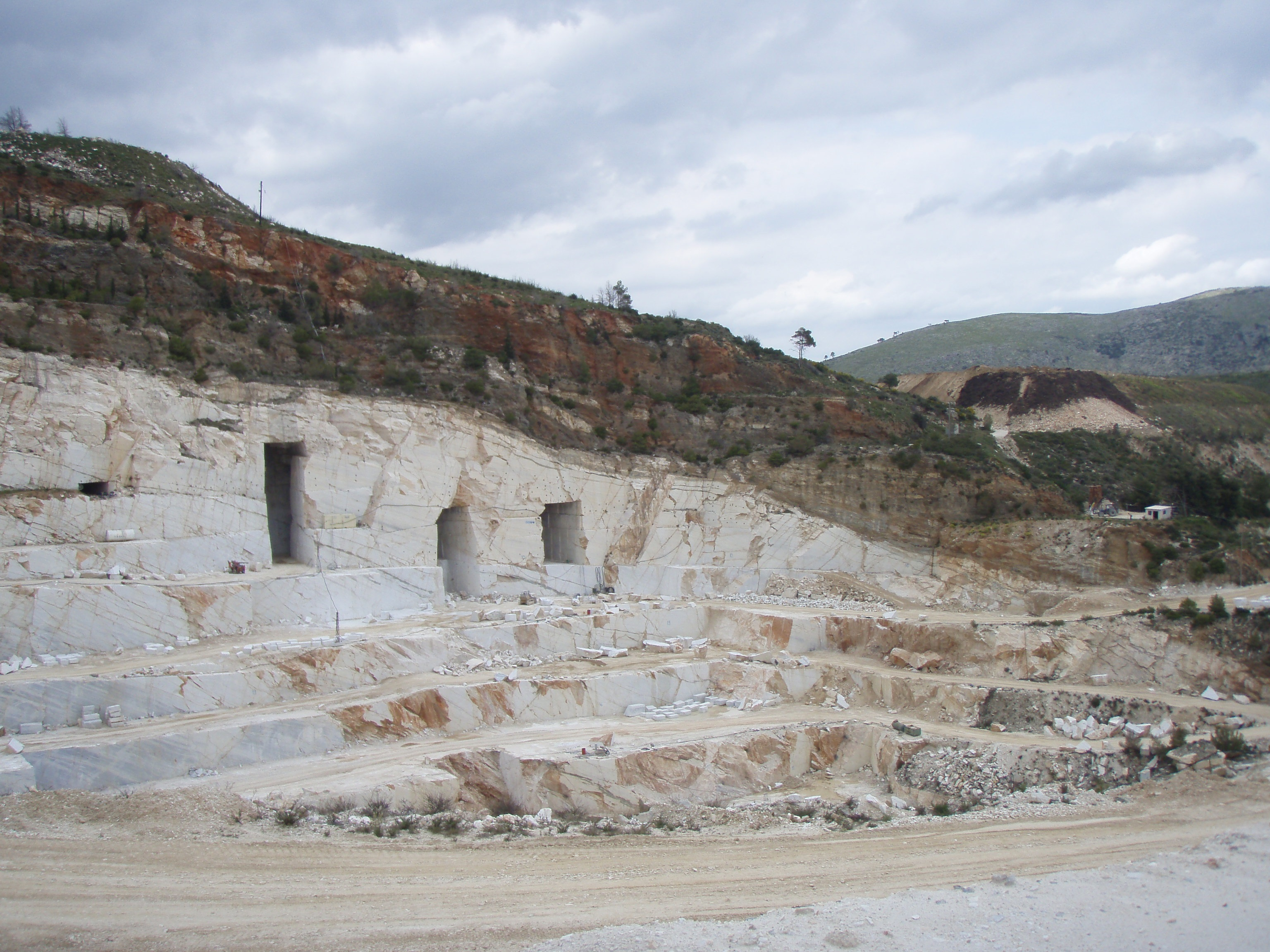
Une carrière moderne sur le Pentélique.

Les comptes de la construction du Parthénon permettent de savoir que le marbre destiné aux frontons commença à être extrait des carrières du Pentélique en 439-438 av. J.-C. ; le travail de sculpture commençant l'année suivante,. Les comptes montrent aussi que les dépenses d'excavation et de transport étaient annuelles. Cela pourrait signifier que des carrières différentes auraient été utilisées chaque année, afin d'obtenir le marbre de la meilleure qualité possible. Les derniers achats de marbre dans les carrières sont enregistrés en 434 av. J.-C. Dans la logique de la construction du bâtiment, les sculptures des frontons ont dû être installées quasiment à la toute fin (avant la pose du toit), probablement en 432 av. J.-C.,
Depuis Adolf Michaelis en 1871, les statues sont désignées de gauche à droite par une lettre : de A à W pour le fronton ouest et de A à P pour le fronton est.
Pausanias renseigne régulièrement sur les auteurs des œuvres qu'il décrit. Pourtant, il ne donne aucune information sur l'« auteur » des frontons du Parthénon. Un maître d'œuvre pour chacun des frontons est peut-être même possible. En raison de l'ampleur du chantier (une cinquantaine de statues sculptées en une demi-douzaine d'années), de nombreux artistes y travaillèrent, comme le montrent les différences de style et de techniques. Ainsi, le fronton ouest semble plus recherché, plus « artificiel » (presque maniériste) que le fronton est. Il est possible qu'il y ait eu un artiste par statue ou groupe de statues,. Les comptes de 434-433 indiquent que les sculpteurs furent rémunérés 16 392 drachmes. Il est cependant difficile de savoir s'il s'agit du salaire total ou du salaire pour cette seule année. À titre de comparaison, le coût total de chacun des frontons (beaucoup plus petits) du temple d'Asclépios à Épidaure fut de 3 010 drachmes. Robert Spenser Stanier a proposé en 1953 une estimation de 17 talents pour les frontons et les acrotères,.
Les statues sont les plus grandes statues de fronton réalisées en Grèce classique et elles sont pratiquement toutes d'un seul bloc. De plus, elles furent réalisées en rond- bosse,,,,. Le même soin fut accordé à l'avant et à l'arrière, pourtant caché,,. Il est possible qu'elles aient été « exposées » sur le chantier en attendant d'être montées sur le Parthénon. Les artistes auraient alors choisi de les finir dans leur intégralité. Malgré tout, la finition dépend des statues, et donc des sculpteurs. Sur certaines, des détails, invisibles du sol ont été laissés inachevés, tandis que sur d'autres, ce ne fut pas le cas. De plus, il a fallu raboter l'arrière de quelques-unes (ouest A par exemple) afin de les faire entrer à leur place désignée,.
De profondes rainures rectangulaires au niveau des coins de frontons pourraient indiquer la présence à ces endroits-là d'un mécanisme de type ascenseur destiné à faire monter les statues.
Au dessus de la frise dorique (triglyphes et métopes), était installée une corniche horizontale en surplomb composée de vingt-cinq blocs de marbre. Les corniches rampantes étaient surmontées d'une sima peinte (palmettes et fleurs de lotus dorées). Était ainsi délimité un espace long de 28,35 m et haut (en son centre) de 3,428 ou 3,47 m sur une profondeur de 0,90 m. Toutes les statues étaient installées sur la corniche horizontale qui dépassait en surplomb de 70 cm, posées soit sur une plinthe soit sur un lit de pose. Pour installer la statue est G, la corniche a dû être creusée,.
Les frontons du temple de Zeus à Olympie, d'une vingtaine d'années plus anciens, semblent avoir été une influence majeure pour la réalisation des frontons du Parthénon. Les dimensions sont relativement équivalentes : 3,44 mètres de haut sur une profondeur de 1 mètre à Olympie. Afin de les rendre plus visibles, en raison de l'angle de vision, une partie des statues étaient inclinées vers l'extérieur, comme à Olympie, et jusqu'à parfois 30 cm au dessus du vide. Même les statues assises avaient les pieds qui dépassaient du bord. Les systèmes de fixation (chevilles et crampons) des statues à la corniche horizontale étaient relativement les mêmes à Athènes et Olympie. Cependant, pour les plus lourdes (au centre), les sculpteurs du Parthénon durent innover. Elles étaient retenues par des étais en fer qui s'enfonçaient d'un côté dans la plinthe de la statue et de l'autre profondément dans la corniche horizontale et le tympan. Ces étais, en « L » faisaient reposer le poids de la statue en porte-à-faux sur la corniche,,,.

## Description et symbolisme
Loin du préjugé qui prévaut de nos jours, selon lequel les considérations esthétiques, dans la décoration des temples, l’emportent sur le sens symbolique, on doit au contraire considérer que dans la pensée grecque de l’Antiquité le sens du sacré prévalait : dans la société grecque de type traditionnel du Ve siècle av. J.-C., les prêtres ne pouvaient pas être subordonnés aux artisans et aux sculpteurs. En réalité, « les considérations religieuses et, en particulier, l’importance accordée à la géographie sacrée, ne furent jamais perdues de vue et l’emportèrent souvent sur l’esthétique et la plastique », écrit l'helléniste Jean Richer. Ce fait se vérifie, entre autres, pour la décoration sculptée des frontons du Parthénon, qui est en rapport direct avec le symbolisme zodiacal et calendaire utilisé en Grèce du VIIIe siècle av. J.-C. jusqu’à l’époque alexandrine, et probablement jusqu’à l’époque byzantine. Ce symbolisme a une signification spatiale qui situe le temple en le reliant à un ensemble. La décoration sculptée des frontons décrit en effet la position du Parthénon dans le système de la géographie zodiacale centrée sur Delphes : « La naissance d’Athéna décrivait l’axe nord-sud, et l’ensemble des deux frontons était consacré à la glorification de la régente du signe de la Vierge dans le système delphique ».
Les frontons du Parthénon comprenaient de très nombreuses statues. Celui à l'ouest en comptait un peu plus que celui à l'est. Dans la description de l'acropole d'Athènes par Pausanias, une phrase renseigne sur les thèmes choisis : la querelle entre Athéna et Poséidon pour l'Attique à l'ouest et la naissance d'Athéna à l'est. C'est la seule évocation dans la littérature antique du décor du Parthénon,. De plus, le voyageur ne donne aucun détail en dehors du thème général alors qu'il décrit de façon très précise les frontons du temple de Zeus à Olympie. Peut-être considérait-il le sanctuaire panhellénique du Péloponnèse comme plus important que le Parthénon, trop « local », simplement athénien.
Le nombre de statues et les mythes très précis évoqués fait se demander au spécialiste de l'Antiquité Bernard Ashmole si les contemporains eux-mêmes étaient vraiment capables d'identifier tous les personnages.

### Fronton ouest

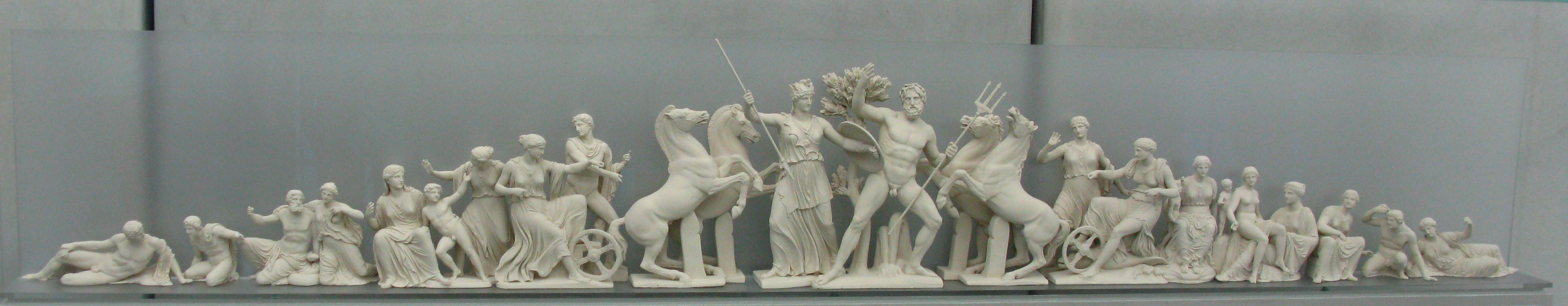
Proposition de reconstitution du fronton ouest au musée de l'Acropole d'Athènes.

À l'ouest, sur la façade « mineure », était figurée la querelle entre Athéna et Poséidon pour Athènes et l'Attique et la victoire de la déesse vierge, un des grands mythes locaux,,. Les deux divinités se disputaient la souveraineté sur la région. Ils décidèrent d'offrir le plus beau des cadeaux afin de l'emporter. D'un coup de son trident, le dieu des mers fit jaillir une source (ou un lac) d'eau salé sur l'acropole. La déesse vierge d'un coup de lance fit apparaître le premier olivier. Les sources ne s'accordent pas sur l'identité des arbitres. Ceux-ci choisirent Athéna et son olivier,. Cette histoire se rencontre pour la première fois chez Hérodote (VIII, 55). Ce mythe avait jusque-là été peu représenté : l'artiste qui conçut l'ensemble, ainsi que les sculpteurs, avaient donc une liberté complète.
Dans l'espace central, les deux dieux (Athéna à gauche, ouest L ; Poséidon à droite, ouest M) étaient peut-être séparés par l'olivier d'Athéna voire le foudre de Zeus,. La représentation sur ce fronton d'une intervention de Zeus dans la querelle pourrait être la première occurrence de ce thème. On le retrouve ensuite sur un vase de la fin du Ve siècle av. J.-C. conservé au musée archéologique de Pella et dans la littérature.

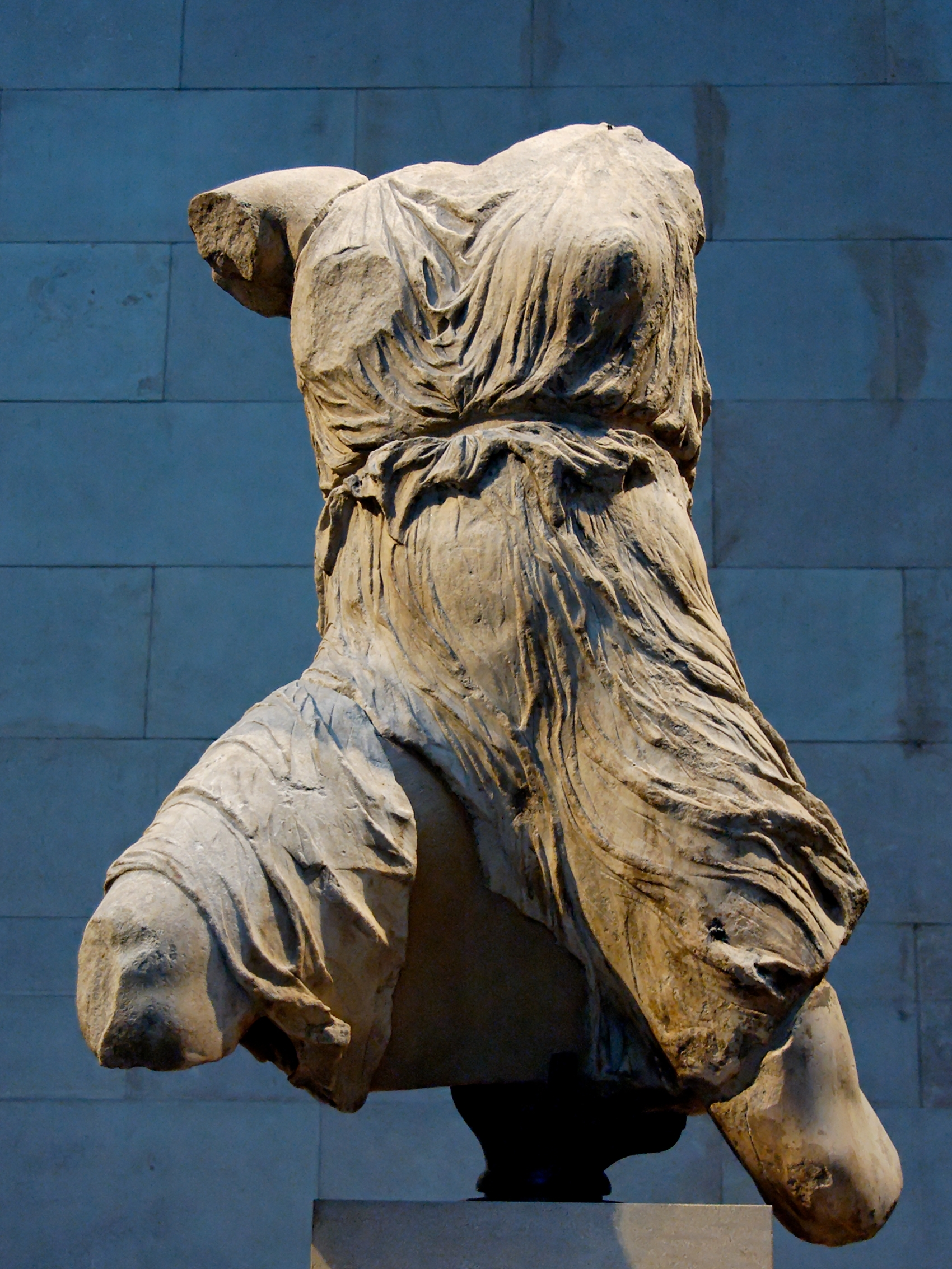
Iris (ouest N).

Il est difficile de déterminer où pouvaient être représentés le cadeau des deux dieux : surgissant du sol au bout de leur arme (lance pour Athéna et trident pour Poséidon) ou l'olivier bien au centre du fronton, avec le serpent sacré d'Athéna enroulé autour. Il semblerait que le torse de Poséidon ait été utilisé comme modèle pour les tritons qui ornent l'odéon d'Agrippa sur l'agora. La violence de l'affrontement divin peut se lire dans la tension des corps tendus et rejetés vers l'arrière, comme dans le célèbre groupe Athéna et Marsyas de Myron, dédié sur l'acropole quelques années plus tôt,. Le mouvement rappelle aussi celui de la métope sud XXVII.
Ensuite venaient les chars (des biges) et leur aurige féminine. Niké (ouest G) conduit celui d'Athéna, mais la statue a complètement disparu. Amphitrite (ouest O) est l'aurige habituel de celui du dieu marin : sur le dessin attribué à Carrey, elle est identifiable grâce au serpent de mer à ses pieds, mais on la retrouve occupant cette fonction ailleurs dans l'art et peut-être sur une des métopes est,,,. Amphitrite porte un péplos avec une large ceinture très haute, juste sous la poitrine. Le vêtement est entrouvert du côté gauche, flottant au vent derrière elle, ce qui laisse la jambe dénudée. Les chevaux cabrés permettent une occupation idéale de l'espace entre les corniches. Les auriges sont accompagnés des dieux messagers : Hermès (ouest H) du côté d'Athéna et Niké ; Iris (ouest N) de l'autre,,,. La tête d'Hermès a disparu entre 1674 (dessin attribué à Carrey) et 1749 (dessin de Richard Dalton) : il regardait non plus la querelle, mais déjà derrière lui. Le buste d'Iris a été identifié grâce aux trous carrés au niveau de ses omoplates, là où ses ailes étaient à l'origine attachées. Elle porte une courte tunique que le vent colle sur les formes de son corps qui se devinent sous de multiples plis. La tunique était retenue par une fine ceinture, ajoutée en bronze et disparue depuis.
Après ce large groupe central, la tension baisse et les poses des statues sont plus calmes.
Du côté gauche, se trouvaient divers personnages de la mythologie attique dont les identifications sont discutées. Le thème général du fronton étant un mythe purement local, il est souvent conjecturé que des héros athéniens devraient y être représentés. Les figures ouest D, E et F ont disparu. Le groupe ouest B et C est très endommagé. Des fragments de serpent (un serpent ou la queue du personnage masculin) suggèrent qu'il pourrait s'agir de Cécrops et sa fille Pandrose,,,.
Du côté droit, deux femmes assises portent des enfants : ouest Q tient deux bébés (ouest P et R), elle pourrait être Orithye, la fille d'Érechthée, portant les deux fils qu'elle eut de Borée : Calaïs et Zétès ; ouest T a sur les genoux un enfant plus âgé (ouest S). Les statues ouest U et V sont très endommagées et fragmentaires mais ne semblent pas former un groupe,.
La première figure à gauche, masculine (ouest A), et la dernière à droite, féminine, (ouest W) sont symétriques. Par analogie avec les frontons d'Olympie, des divinités fluviales ont été identifiées : l'Ilissós ou le Céphise à gauche et peut-être Callirrhoé à droite,,,. La statue de l'Ilissós est de très grande qualité dans son rendu des détails anatomiques et dans son mouvement : elle semble s'extraire du sol tout en se tournant vers la scène centrale.
La composition de ce fronton s'inspire fortement de celle du fronton est d'Olympie. L'idée de statues simples « spectatrices » assises sur les extérieurs puis de dieux-fleuves a aussi été empruntée au sanctuaire du Péloponnèse. Les statues ouest B, C, L, Q et peut-être W ont été copiées et adaptées pour orner un des frontons, plus petit que celui du Parthénon, du temple d'Éleusis réalisé au IIe siècle et représentant le rapt de Perséphone.

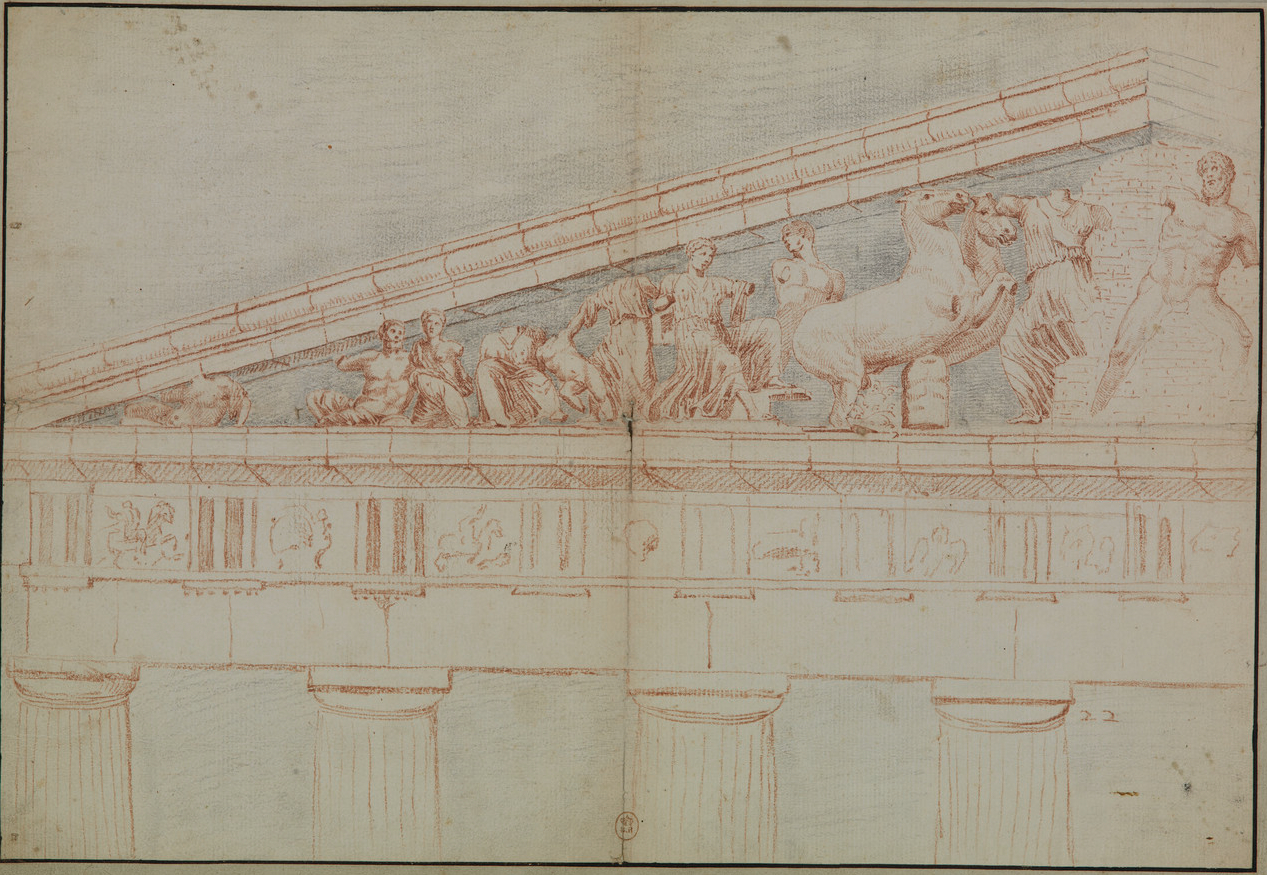
Dessin attribué à Jacques Carrey : fronton ouest, partie nord.
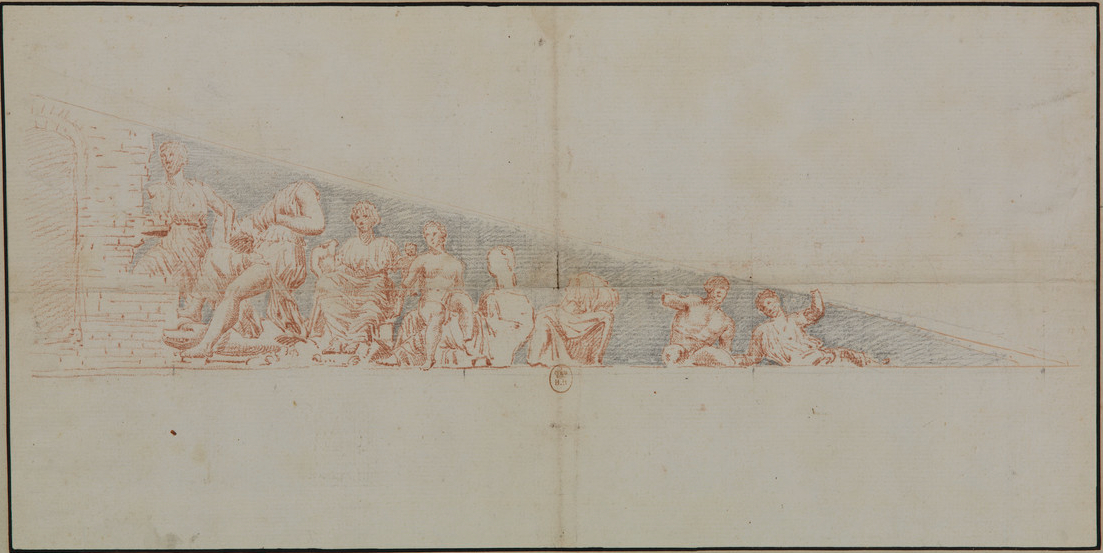
Dessin attribué à Jacques Carrey : fronton ouest, partie sud.

### Fronton est

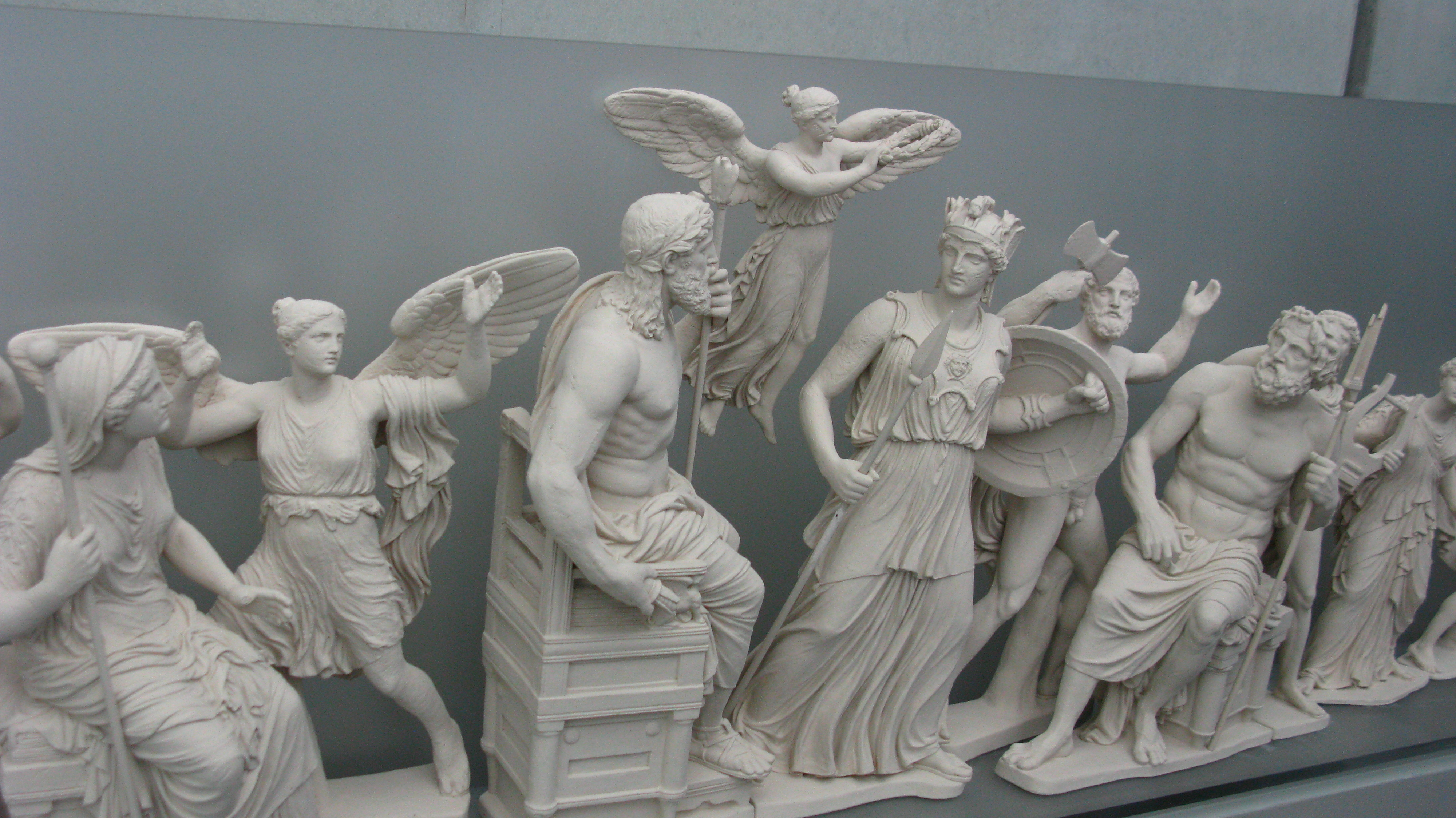
Proposition de reconstitution du fronton est au musée de l'Acropole d'Athènes.

Le fronton est, sur la façade la plus sacrée, évoquait la naissance d'Athéna devant les autres dieux réunis, un thème déjà développé dans le décor de la céramique, mais jamais encore en sculpture,,. Cependant, il est très mal connu car il disparut très tôt, dès la transformation du Parthénon en église vers les VIe ou VIIe siècles,.
Au centre trônait Zeus, probablement assis, son aigle à ses pieds,,. En effet, il reste à cet endroit les traces de trois larges soutiens en métal d'une statue très pesante : Zeus aurait alors été assis, soit sur son trône, soit sur un rocher au sommet de l'Olympe. Près de lui devaient se trouver Athéna bien sûr, mais aussi Héra et évidemment Héphaïstos et Ilithyie. Les autres statues sont mal identifiées,. Divers fragments conservés au musée de l'Acropole d'Athènes proviennent certainement de ce fronton. La « péplophore Wegner » (constituée des fragments MAcr 6711 et MAcr 6712) pourrait avoir été Héra. De même, le fragment de torse MAcr 880 pourrait correspondre à la figure est H et avoir été Héphaïstos. Plus loin, de chaque côté, de nouvelles rainures pour des lames de soutènement suggèrent à nouveau une statue très lourde, peut-être un bige, même si la présence de chars n'a ici aucune justification narrative ; de plus, des chars (des astres) sont présents aux coins,. Par ailleurs, le décor d'un puits romain du Ier siècle (Putéal de la Moncloa) conservé au musée archéologique national de Madrid, évoque la présence des Moires. Comme il semble devoir beaucoup au fronton du Parthénon, ces divinités pourraient aussi assister ici à la naissance d'Athéna.
En dehors de l'action centrale, les autres divinités sur le fronton semblent faire seulement « acte de présence ». L'extrémité gauche, au sud, est la mieux conservée. Une figure féminine debout (désignée est G) y marche en s'éloignant rapidement de l'action centrale qu'elle regarde néanmoins. Elle est vêtue d'un péplos et s'approche de deux autres figures féminines (est E et F), assises sur des étoffes pliées posées sur des coffres (détail uniquement visible par l'arrière),. L'interprétation proposée est qu'il s'agirait de Déméter et de sa fille Coré. À leur gauche et leur tournant le dos, une figure masculine (est D) est allongé sur une peau de félin posée sur un rocher. La fourrure permet d'identifier Dionysos. Il est très athlétique et a les jambes écartées. Ce Dionysos jeune, qui se retrouve aussi sur le côté est de la frise, pourrait bien être le premier exemple du changement de la représentation de ce dieu. Alors qu'il était jusque là plutôt montré sous les traits d'un vieil homme égrillard, sa version jeune et turbulente s'imposa ensuite dans l'iconographie. Le dieu semble saluer le char d'Hélios qui monte de l'extrémité du fronton.
L'extrémité droite, au nord, n'a conservé qu'un groupe de trois femmes (est K, L et M). Le travail des sculpteurs est de très grande qualité, principalement dans le jeu des drapés. Il est le plus souvent attribué à Agoracritos. Est K est de face. Est M est négligemment allongée sur sa voisine est L. Le trio n'a pas été identifié. Cependant, le motif du chiton qui glisse subtilement en révélant l'épaule se voit ici sur est K et M. Il se trouve aussi sur ouest C, identifiée à Pandrose et sur la représentation d'Artémis sur la frise est. Ce geste sensuel pourrait aussi être attribué à Aphrodite. Tout au bout, le char de la Lune ou de la Nuit paraît descendre à travers le bas du fronton.

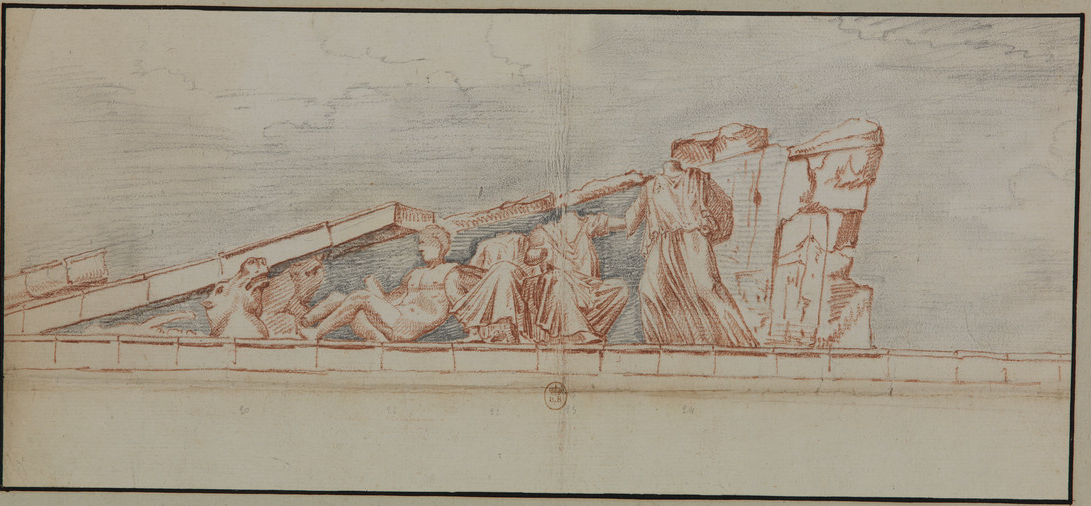
Dessin attribué à Jacques Carrey : fronton est, partie sud.
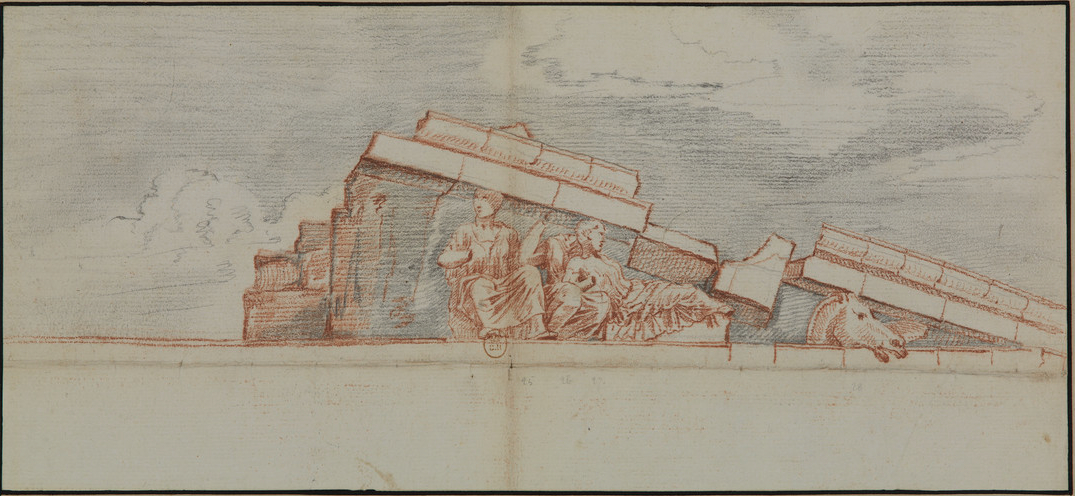
Dessin attribué à Jacques Carrey : fronton est, partie nord.

## Histoire

### Histoire du Parthénon et de ses frontons

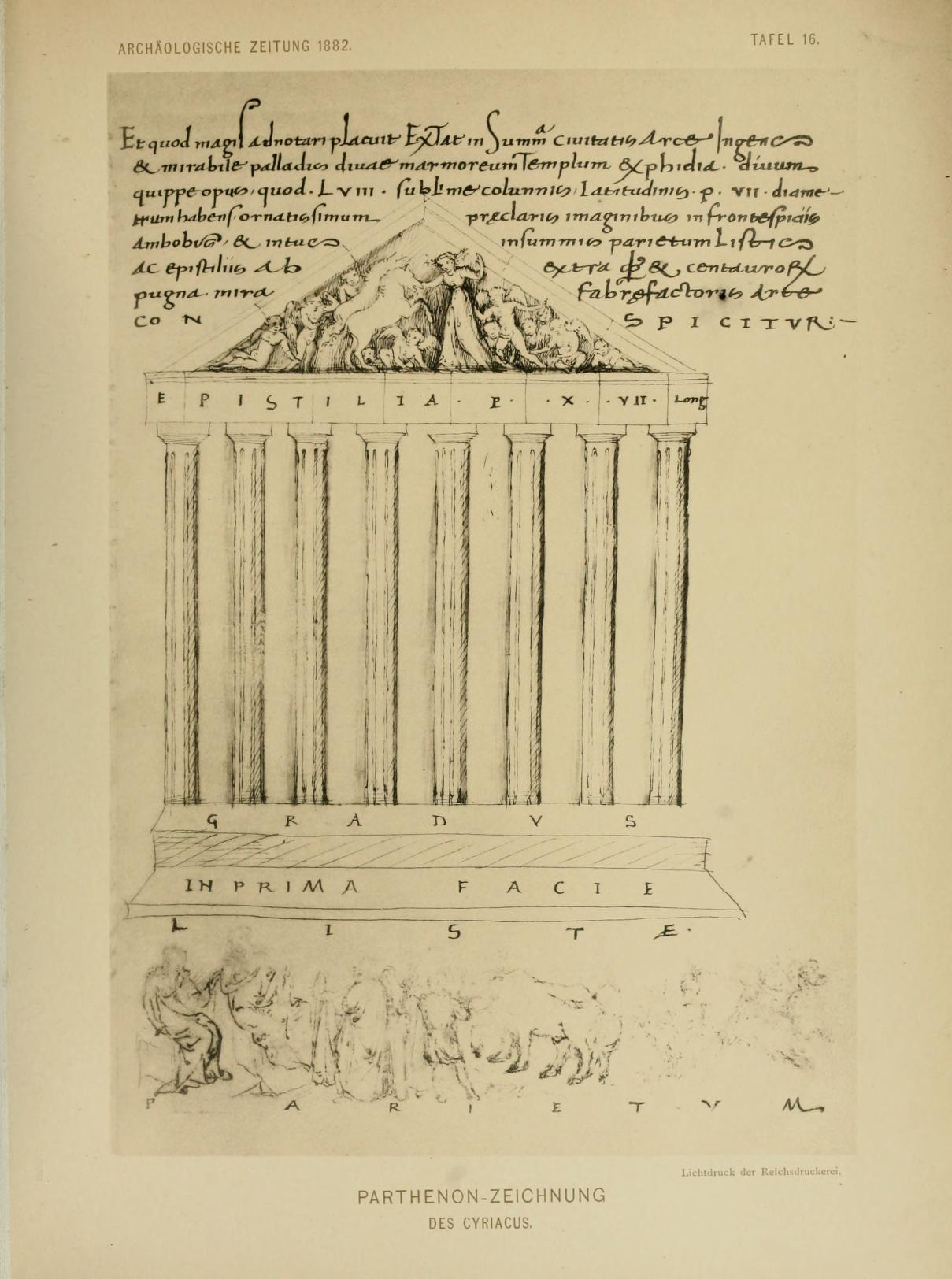
Le Parthénon par Cyriaque d'Ancône en 1436 : première représentation historique du bâtiment.
C'est probablement le fronton ouest qui est partiellement représenté, et réinventé.

Le bloc 19 de la corniche horizontale du fronton est a été endommagé et réparé à l'époque romaine, mais il n'existe aucune preuve d'un travail de restauration sur une statue. Au moment de la transformation du Parthénon en église, quelque part au VIe ou VIIe siècle, les statues du centre du fronton est furent déposées pour laisser la place à l'abside,.
Dans la première moitié du XVe siècle, Cyriaque d'Ancône lors d'un de ses séjours à Athènes dessina un des frontons, probablement celui de l'ouest. Il n'y représente qu'un attelage, probablement celui d'Athéna : celui de Poséïdon aurait alors déjà disparu, sans que son sort fût connu. En 1674, un artiste au service du marquis de Nointel (ambassadeur français auprès de la Sublime Porte), peut-être Jacques Carrey, dessina le fronton ouest où manque le char du dieu des mers ainsi que quelques têtes, dont celle d'Athéna. Le fronton est était lui déjà très endommagé,,,.
Lors du siège d'Athènes par les Vénitiens commandés par Francesco Morosini le 26 septembre 1687 l'explosion de la réserve de poudre installée dans le Parthénon endommagea très fortement les frontons. Le souffle fit tomber une partie des statues et en déséquilibra d'autres, rendant une chute possible. Morosini reçut ensuite l'ordre du Sénat vénitien de ramener dans la Sérénissime l'« œuvre d'art considérée la plus importante et la plus raffinée ». Il décida d'emporter des sculptures du fronton ouest, probablement le char de gauche, celui d'Athéna. Cependant, ses hommes étaient mal équipés et les statues s'écrasèrent au sol au début de 1688. Une tête féminine seulement (la tête Weber-Laborde) trouva son chemin jusque sur les bords de la lagune,,,. De même, une partie de la tête d'un des chevaux du char d'Athéna voyagea alors jusqu'au Vatican.
Le sort des autres fragments varia : certains furent utilisés comme matériau de construction pour les maisons construites sur l'acropole ; d'autres furent achetés par les collectionneurs européens de passage à Athènes lors de leur Grand Tour. Des fouilles organisées par l'État grec dans les années 1830 et 1840 mirent au jour de nombreux fragments.
Le groupe ouest B et C est très endommagé car il est resté sur le Parthénon jusqu'en 1977, tout comme la figure féminine ouest W. Le groupe ouest B et C (probablement Cécrops et Pandrose) n'a pas été emporté par les agents de Lord Elgin au début du XIXe siècle car ils croyaient qu'il s'agissait d'une réparation des premiers siècles de notre ère qui avait remplacé le groupe originel par une statue hommage à l'empereur Hadrien et son épouse Sabine. Cette hypothèse erronée avait été émise fin XVIIe siècle dans les récits de voyage de Jacob Spon (1678) et George Wheler (1682),,. La tête du cheval du char d'Hélios (est C ne fut retirée du Parthénon qu'en 1988.

### Lord Elgin

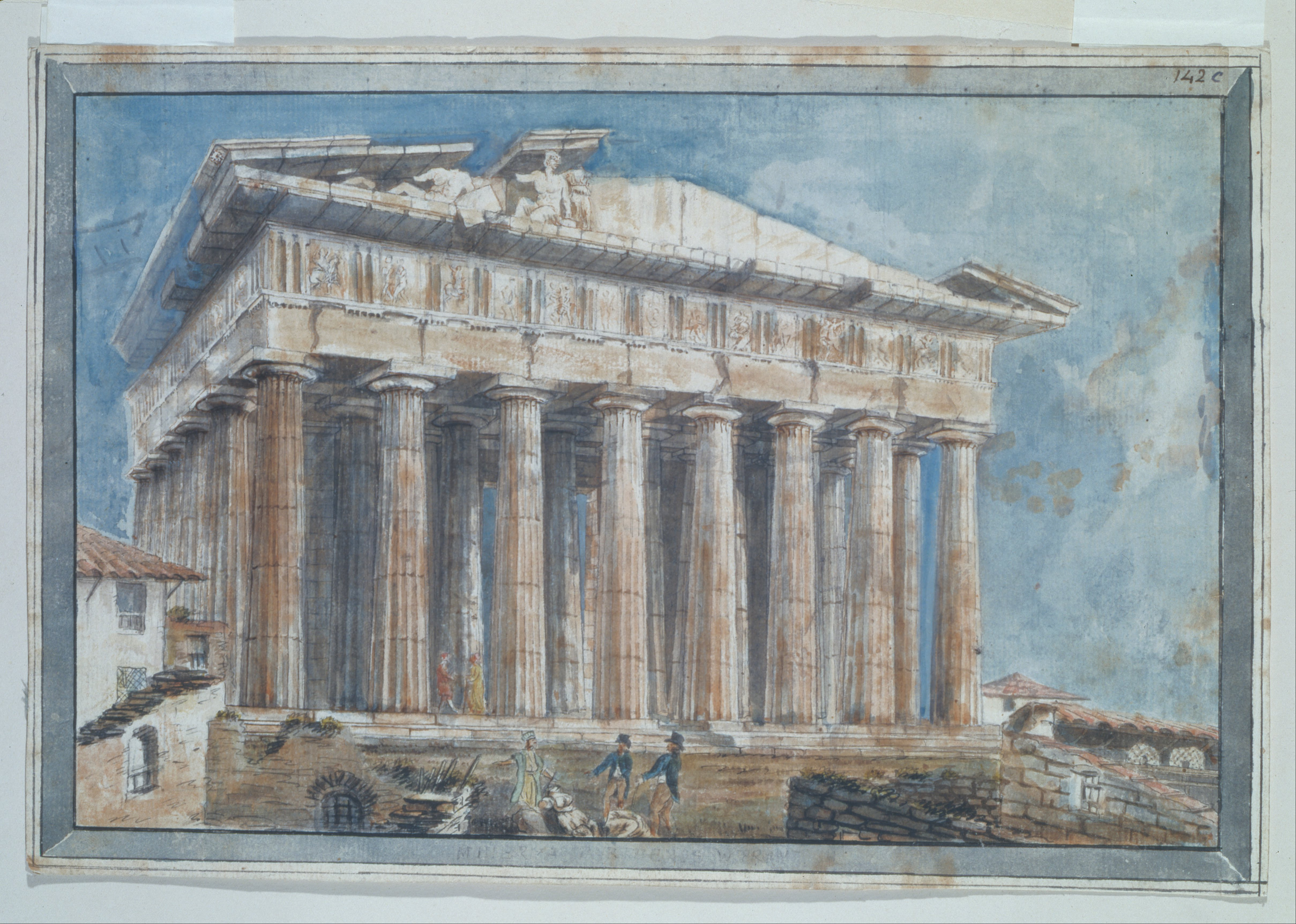
La façade ouest du Parthénon, peinte par William Gell en 1801 ; les statues de la partie nord du fronton sont discernables.

Au début du XIXe siècle, les agents de Lord Elgin, dirigés par le peintre Giovanni Battista Lusieri, déposèrent la grande majorité des statues qui restaient en place sur la façade est et récupérèrent une partie des fragments du fronton ouest incorporés dans les murs d'une maison qu'ils rasèrent pour l'occasion ; ils fouillèrent aussi au pied du bâtiment.

## Conservation
Les deux frontons comportaient une cinquantaine de statues. Une seule, celle identifiée comme Dionysos du côté est, a gardé sa tête. Toutes les autres ont disparu ou ont été dispersées à travers l'Europe. Les statues sont conservées au British Museum, au musée de l'Acropole d'Athènes et au musée du Louvre (tête Weber-Laborde).
Une bonne partie de ce qui subsiste du fronton ouest se trouve au British Museum. Les bustes (très endommagés) d'Athéna, Poséïdon, Amphitrite, Hermès et Iris (ouest L, M, O, H et N) y sont conservés. Un fragment du casque de la déesse vierge ainsi que l'avant du buste du dieu marin sont par contre au musée de l'Acropole, avec des fragments du serpent marin qui était au pied de l'épouse de Poséïdon.
Les statues des frontons sont considérées comme l'archétype de la sculpture classique.